# Danie główne

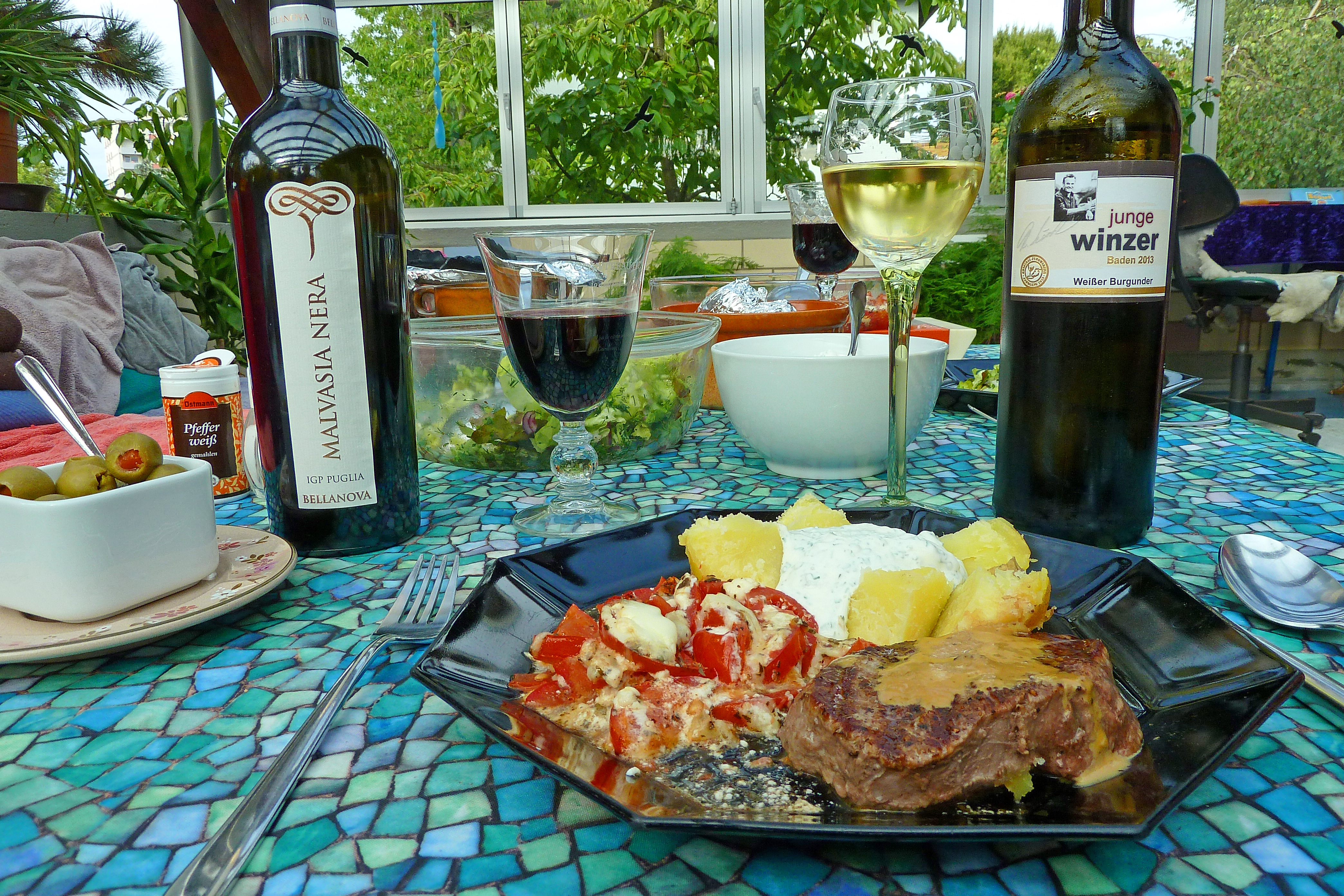
Danie główne: stek serwowany z ziemniakami, sałatką pomidorową i winem metodą niemiecką, tj. na talerzu do spożycia

Danie główne – potrawa serwowana jako główny element posiłku, oprócz dodatków (z reguły: przystawki, zupy i deseru).
Podział na dodatki i danie główne nadaje strukturę doświadczeniu spożywania jedzenia, nadając posiłkowi porządek i znaczenie. Na danie główne (w kuchniach narodów europejskich będące najczęściej elementem obiadu lub kolacji) składają się zwyczajowo takie potrawy jak ryby, mięso, w tym drób, podawane z reguły z sosem, ziemniakami, makaronem, kaszą lub ryżem i różnorodnymi warzywami. Daniem głównym może być też potrawa jarska czy przygotowana na bazie sera lub jaj. 
W warunkach restauracyjnych serwowanie dań głównych wymaga wiedzy i zręczności kelnera. Danie takie może być podawane metodą angielską ze stolika pomocniczego dowiezionego do stołu, przy którym siedzą obsługiwani klienci, lub metodą francuską z półmisków wniesionych na salę. Najpopularniejsza jest jednak metoda niemiecka, czyli podawanie dania głównego na talerzu w formie gotowej do spożycia. Danie główne może być w niektórych sytuacjach zastąpione przez obfitą przystawkę.
Razem z daniem głównym na stole stawia się wodę (np. w przezroczystym dzbanku), a także stosowne do serwowanych dań alkohole, głównie wino.